# Siringa (mitologia)
Nella religione greca antica Siringa (in greco antico: Σύριγξ?, Sýrinx) è una ninfa naiade, figlia di Ladone.

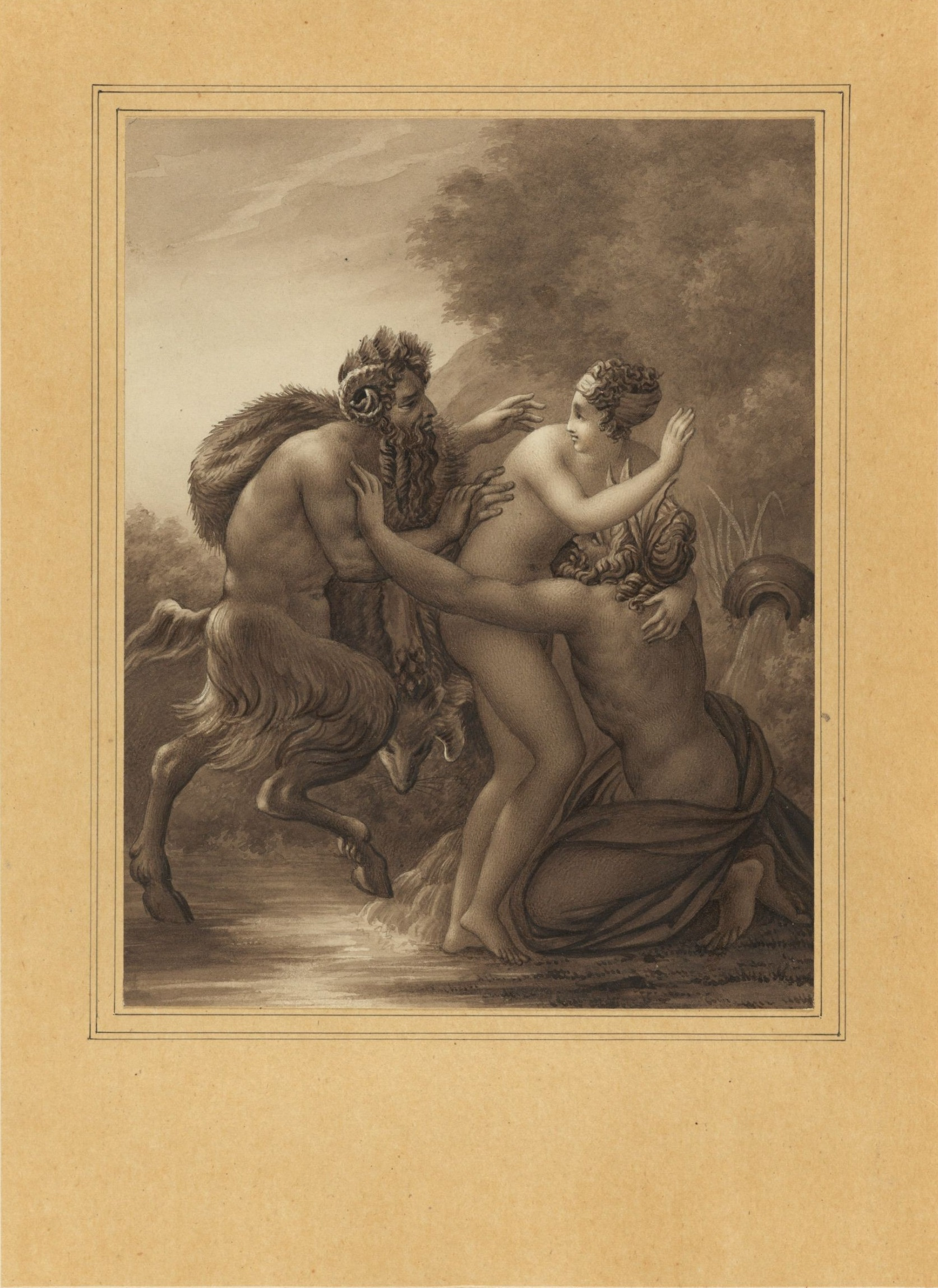
Pan insegue Siringa di Anne-Louis Girodet de Roussy-Trioson, 1826

## Mitologia
Seguace di Artemide, fu inseguita dal dio Pan desideroso di possederla e sfuggendogli giunse fino alle rive del fiume Ladone dove invocò l'aiuto delle Naiadi e da loro fu trasformata in canne palustri che al soffio del vento emettevano un suono delicato.

Udendo quel suono Pan decise di costruire un nuovo strumento musicale (il flauto di Pan) a cui diede il nome della ninfa.